# MyPOS
myPOS è una società di servizi di pagamento europeo, che offre terminali di pagamento mobili e pagamenti online, con sede a Londra, Regno Unito.

## Storia
L'idea di myPOS è stata concepita nel 2012. Due anni dopo, nel 2014, al Mobile World Congress di Barcellona myPOS è stata ufficialmente presentata.
Nel 2017 la sede è stata trasferita a Londra. A settembre 2018 la società ha aperto uno store a Milano. Nell'aprile 2021 ha punti vendita in tutta l’Europa:
- Amsterdam, Paesi Bassi
- Anversa, Belgio[7]
- Londra, Regno Unito
- Milano, Italia
- Parigi, Francia
- Sofia, Bulgaria
- Varna, Bulgaria
- Vienna, Austria[8]

## Prodotti
myPOS offre terminali POS e soluzioni di pagamento online.